# Dompierre-sur-Yon
Pour les articles homonymes, voir Dompierre.
Dompierre-sur-Yon est une commune française, du département de la Vendée dans la région Pays de la Loire.
Ses habitants sont appelés les Dompierrois.

## Géographie
Dompierre-sur-Yon se situe au cœur du bocage vendéen, dans la vallée de l'Yon, affluent du Lay. La ville est située à 8,5 km au nord de La Roche-sur-Yon et à environ 60 km au sud de Nantes. La ville est composée d'un centre-bourg et de nombreux hameaux éparpillés sur les 3 360 ha de la commune.
Le territoire municipal de Dompierre-sur-Yon s'étend sur 3 393 hectares. L'altitude moyenne de la commune est de 81 mètres, avec des niveaux fluctuant entre 56 et 94 mètres,.
| Saint-Denis-la-Chevasse Saligny Bellevigny | Chauché           | Boulogne Essarts-en-Bocage |
| Belleville-sur-Vie Bellevigny              | Dompierre-sur-Yon | La Merlatière              |
| Le Poiré-sur-Vie Mouilleron-le-Captif      | La Roche-sur-Yon  | La Ferrière                |

### Climat
Pour des articles plus généraux, voir Climat des Pays de la Loire et Climat de la Vendée.
En 2010, le climat de la commune est de type climat océanique altéré, selon une étude du CNRS s'appuyant sur une série de données couvrant la période 1971-2000. En 2020, Météo-France publie une typologie des climats de la France métropolitaine dans laquelle la commune est exposée à un climat océanique et est dans la région climatique  Bretagne orientale et méridionale, Pays nantais, Vendée, caractérisée par une faible pluviométrie en été et une bonne insolation. 
Pour la période 1971-2000, la température annuelle moyenne est de 12 °C, avec une amplitude thermique annuelle de 13,8 °C. Le cumul annuel moyen de précipitations est de 817 mm, avec 13,2 jours de précipitations en janvier et 6,5 jours en juillet. Pour la période 1991-2020, la température moyenne annuelle observée sur la station météorologique de Météo-France la plus proche, sur la commune de La Roche-sur-Yon à 8 km à vol d'oiseau, est de 12,4 °C et le cumul annuel moyen de précipitations est de 885,5 mm,. Pour l'avenir, les paramètres climatiques de la commune estimés pour 2050 selon différents scénarios d'émission de gaz à effet de serre sont consultables sur un site dédié publié par Météo-France en novembre 2022.

## Urbanisme

### Typologie
Au 1er janvier 2024, Dompierre-sur-Yon est catégorisée bourg rural, selon la nouvelle grille communale de densité à sept niveaux définie par l'Insee en 2022.
Elle appartient à l'unité urbaine de Dompierre-sur-Yon, une unité urbaine monocommunale constituant une ville isolée,. Par ailleurs la commune fait partie de l'aire d'attraction de La Roche-sur-Yon, dont elle est une commune de la couronne,. Cette aire, qui regroupe 45 communes, est catégorisée dans les aires de 50 000 à moins de 200 000 habitants,.

### Occupation des sols
L'occupation des sols de la commune, telle qu'elle ressort de la base de données européenne d’occupation biophysique des sols Corine Land Cover (CLC), est marquée par l'importance des territoires agricoles (91 % en 2018), en diminution par rapport à 1990 (93,1 %). La répartition détaillée en 2018 est la suivante : 
terres arables (42,9 %), zones agricoles hétérogènes (35 %), prairies (13,1 %), zones urbanisées (6,2 %), zones industrielles ou commerciales et réseaux de communication (1,3 %), forêts (1,3 %), eaux continentales (0,2 %). L'évolution de l’occupation des sols de la commune et de ses infrastructures peut être observée sur les différentes représentations cartographiques du territoire : la carte de Cassini (XVIIIe siècle), la carte d'état-major (1820-1866) et les cartes ou photos aériennes de l'IGN pour la période actuelle (1950 à aujourd'hui).

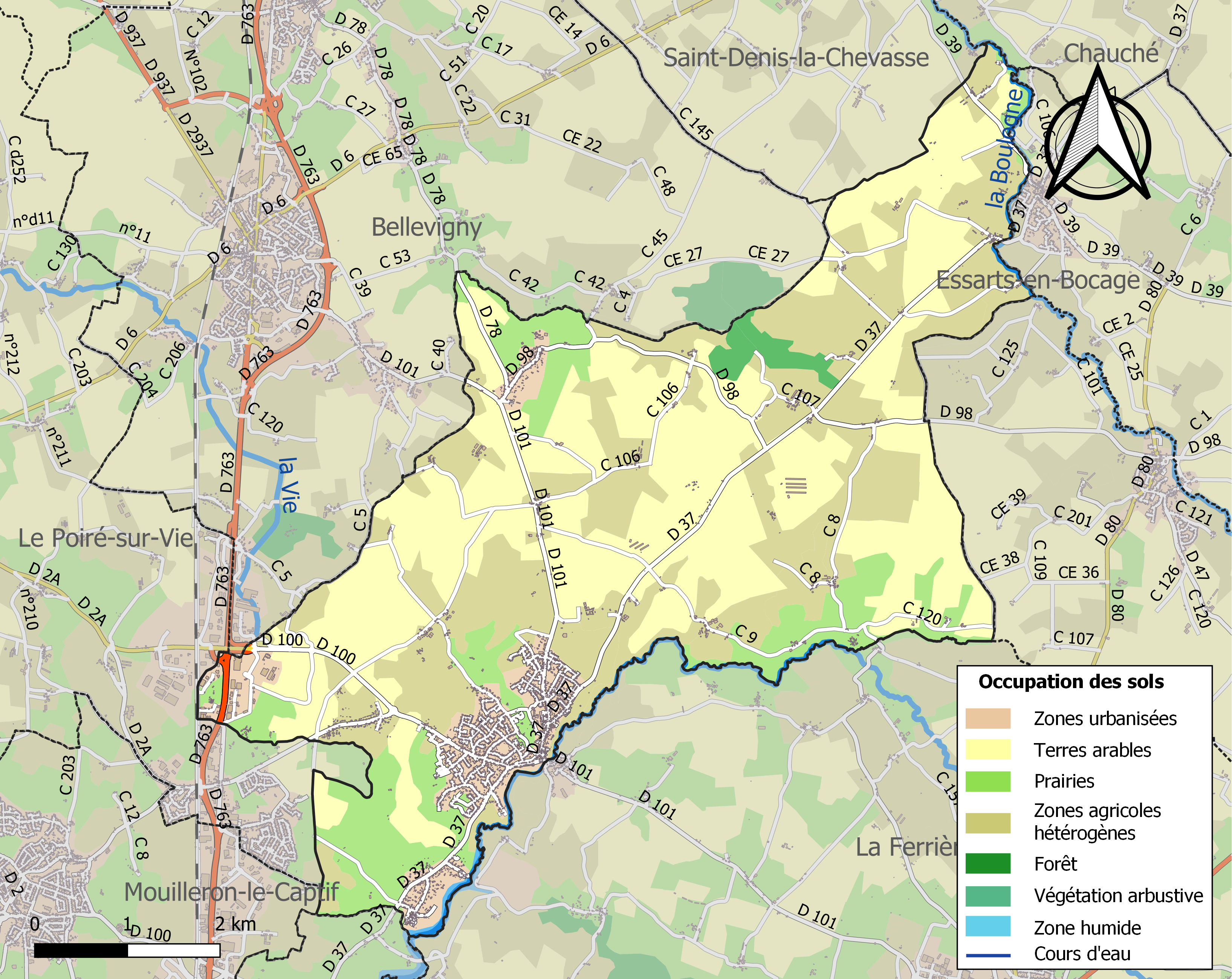
Carte des infrastructures et de l'occupation des sols de la commune en 2018 (CLC).

## Toponymie
En poitevin, la commune est appelée Dunpiére.
De même origine que Dampierre, le toponyme Dompierre vient de « domnus Petrus » c'est-à-dire « saint Pierre », domnus étant la contraction de dominus (seigneur), employé pour « saint » de l'époque mérovingienne jusqu'au Xe siècle.

## Histoire
Des traces de présence néolithique puis celte attestent des premières occupations sur le territoire de la commune. Un cimetière d'urnes a été découvert et fouillé à la Créancière au XIXe siècle. Datant de l'époque romaine (IIe siècle), il prouve la présence d'une communauté à cette époque au sud du futur territoire communal qui restera longtemps sa partie la plus peuplée, comme le montre la forte densité de lieux-dits anciens le long de l'Yon et de ses affluents. Entre le XIe et le XIIIe siècle, une famille « de Dampierre » (écrit aussi « de Dompierre ») est attestée par trois actes de donation. Son premier membre connu, Guillaume de Dampierre, vivait vers 1050, ce qui prouve l'existence de Dompierre à cette date. Sur une donation datant d'environ 1230, Jean de Dampierre est qualifié de seigneur de Dampierre près la Roche-sur-Yon. Après la fille de ce dernier, cette famille comme sa seigneurie disparaissent des sources historiques. L'église de Dompierre est cité pour la première fois en 1179 (Ecclesiam Dampetri). Elle appartient alors à l'abbaye Saint-Jouin-de-Marne (Deux-Sèvres), l'un des plus anciens monastères de France. Un prieuré dessert cette église ; il reste aujourd'hui de ce prieuré un bâtiment daté de 1628. Au XIVe siècle, le territoire de Dompierre apparaît inclus pour l'essentiel dans les seigneuries de la Jarrie (Saligny), de la Ralière (la Merlatière) et de la Merlatière. Les trois seigneuries appartenant au même seigneur (famille de Rezay) et étant vassales indirectes, puis directes après 1503, du même suzerain, le vicomte de Thouars, elles sont réunies en 1504 en une seule châtellenie dont le notaire est installé à Dompierre. Une grande partie du nord de l'actuelle commune semble faire partie d'une vaste forêt dont il ne reste aujourd'hui, à Dompierre, que le bois des Gâts. C'est la présence de cette forêt qui explique l'installation de maîtres verriers à Rortheau (famille Bertrand, puis famille de Rossy) entre le XVe et XVIIIe siècles. À partir du XVIe siècle, les principaux seigneurs résidant à Dompierre sont ceux des Gâts (famille de La Haye-Montbault, puis famille de Guerry de Beauregard). Pendant la guerre de Vendée (1793-1796), Dompierre est en plein pays insurgé. À partir de juin 1794, elle se trouve de facto sous l'autorité du chef vendéen Charette qui a installé son quartier général à Belleville-sur-Vie. Le bois des Gâts servait parfois de refuge et de lieu de cache des munitions pour les royalistes, particulièrement à partir de novembre 1795 et durant l'hiver 1796 lorsque les troupes du général Travot pourchassaient celles de Charette. Durant la deuxième moitié du XIXe siècle, le bourg de Dompierre se transforme : les propriétaires reconstruisent de nombreuses maisons de ce qui est aujourd'hui la partie ancienne du bourg et une nouvelle église est construite en 1879-1881 dans un style éclectique médiéval associant des éléments néo-roman pour l'extérieur à des éléments néo-gothique pour la voûte intérieure. L'ancienne église est détruite en 1887 ; son emplacement est aujourd'hui indiqué par un marquage au sol sur la place du Prieuré. Pendant la Seconde Guerre mondiale, le bois des Gâts est le lieu de rassemblement du Maquis R1 qui réceptionnera des armes parachutées par les Alliés durant l'été 1944 afin de soutenir le combat de la Résistance vendéenne. 
Le village se développe doucement jusqu'au XXe siècle (1 324 habitants en 1962). La fin du XXe siècle et le début du siècle actuel sont marqués par une croissance du nombre d'habitants du fait de sa proximité avec La Roche-sur-Yon et de la construction de nouveaux lotissements au centre-bourg.

### Dompierre de France
Dompierre fait partie de l'Association des Dompierre-de-France regroupant 23 communes françaises dont le nom comporte Dompierre. Chaque année, une commune différente accueille la fête. Dompierre-sur-Yon a déjà accueilli ses cousins Dompierrois et Dompierrais en 1996 et 2006. En 2013, la fête nationale a eu lieu le 1er week-end de juillet à Dompierre-les-Ormes en Saône-et-Loire.

## Population et société

### Démographie

#### Évolution démographique
L'évolution du nombre d'habitants est connue à travers les recensements de la population effectués dans la commune depuis 1800. Pour les communes de moins de 10 000 habitants, une enquête de recensement portant sur toute la population est réalisée tous les cinq ans, les populations de référence des années intermédiaires étant quant à elles estimées par interpolation ou extrapolation. Pour la commune, le premier recensement exhaustif entrant dans le cadre du nouveau dispositif a été réalisé en 2005.

En 2022, la commune comptait 4 535 habitants, en évolution de +6,76 % par rapport à 2016 (Vendée : +5,33 %, France hors Mayotte : +2,11 %).
| 1800  | 1806 | 1821 | 1831  | 1836  | 1841  | 1846  | 1851  | 1856  |
| ----- | ---- | ---- | ----- | ----- | ----- | ----- | ----- | ----- |
| 1 006 | 514  | 993  | 1 020 | 1 089 | 1 227 | 1 410 | 1 380 | 1 366 |

| 1861  | 1866  | 1872  | 1876  | 1881  | 1886  | 1891  | 1896  | 1901  |
| ----- | ----- | ----- | ----- | ----- | ----- | ----- | ----- | ----- |
| 1 411 | 1 532 | 1 500 | 1 593 | 1 610 | 1 714 | 1 686 | 1 669 | 1 701 |

| 1906  | 1911  | 1921  | 1926  | 1931  | 1936  | 1946  | 1954  | 1962  |
| ----- | ----- | ----- | ----- | ----- | ----- | ----- | ----- | ----- |
| 1 696 | 1 637 | 1 417 | 1 434 | 1 444 | 1 416 | 1 330 | 1 352 | 1 354 |

| 1968  | 1975  | 1982  | 1990  | 1999  | 2005  | 2006  | 2010  | 2015  |
| ----- | ----- | ----- | ----- | ----- | ----- | ----- | ----- | ----- |
| 1 339 | 1 547 | 2 358 | 2 975 | 3 191 | 3 528 | 3 758 | 4 066 | 4 227 |

| 2020  | 2022  | - | - | - | - | - | - | - |
| ----- | ----- | - | - | - | - | - | - | - |
| 4 394 | 4 535 | - | - | - | - | - | - | - |

#### Pyramide des âges
En 2018, le taux de personnes d'un âge inférieur à 30 ans s'élève à 34,7 %, soit au-dessus de la moyenne départementale (31,6 %). À l'inverse, le taux de personnes d'âge supérieur à 60 ans est de 22,5 % la même année, alors qu'il est de 31,0 % au niveau départemental.
En 2018, la commune comptait 2 164 hommes pour 2 130 femmes, soit un taux de 50,40 % d'hommes, légèrement supérieur au taux départemental (48,84 %).
Les pyramides des âges de la commune et du département s'établissent comme suit.
| Hommes | Classe d’âge | Femmes |
| ------ | ------------ | ------ |
| 0,1    | 90 ou +      | 0,7    |
| 4,3    | 75-89 ans    | 4,6    |
| 17,2   | 60-74 ans    | 18,2   |
| 23,2   | 45-59 ans    | 23,3   |
| 19,0   | 30-44 ans    | 20,0   |
| 15,0   | 15-29 ans    | 13,2   |
| 21,2   | 0-14 ans     | 20,0   |

| Hommes | Classe d’âge | Femmes |
| ------ | ------------ | ------ |
| 0,8    | 90 ou +      | 2,2    |
| 8,7    | 75-89 ans    | 11,1   |
| 20,3   | 60-74 ans    | 21,3   |
| 20     | 45-59 ans    | 19,4   |
| 17,5   | 30-44 ans    | 16,8   |
| 15     | 15-29 ans    | 13,2   |
| 17,7   | 0-14 ans     | 16,1   |

## Lieux et monuments
- Domaine de la Haute-Braconnière : maison-tour et communs construits vers 1602 par Jean Régnon, un cadet d'une famille noble des Clouzeaux converti au protestantisme. Inscription aux monuments historiques en 2010.
- Proximité au sud de la commune (au hameau de la Berthelière) du barrage du moulin Papon sur l'Yon.
- Étangs de Malvoisine, une promenade agréable qui serpente au nord de la commune.
- La stèle du maquis R1 au bois des Gâts, lieu de la Résistance intérieure française lors de la Seconde Guerre mondiale en 1944.
- Pont de Pierre-Plate : formé de trois grands blocs monolithes plats et allongés, d'origine inconnue.
- Château de Rortheau (1844).
- Église Saint-Pierre (1881).
- Chapelle de Margerie (1844) : lieu de culte marial (chapelle et source).
- Logis de l'Eraudière (XVe-XVIe s.) et de Beaumanoir (XVIIe s.).

## Personnalité liée à la commune
- Justinien Gillaizeau (1881-1944), résistant.
- Pierre Menanteau, poète vendéen (1895-1992) qui a puisé une partie de son inspiration à Dompierre-sur-Yon.

## Jumelages
- La commune adhère à l'association des Dompierre de France regroupant 22 communes intégrant Dompierre dans leur nom.
- Par l'intermédiaire du canton des Essarts, la commune est également jumelée à :
  -  Neunkirchen-Seelscheid (Allemagne) ;
  -  Bicester (Angleterre).

## Événements
- Tournoi annuel national de football féminin le week-end de Pentecôte.
- Rassemblement des Dompierre de France chaque année dans une ville ou village différent.

## Pour approfondir